# Инопланетное рагу
«В плохом вкусе» (англ. Bad Taste; другое название — «Инопланетное рагу») — новозеландский научно-фантастический комедийный фильм ужасов 1987 года, режиссёром, продюсером и снятым Питером Джексоном, который также снялся в нём и стал соавтором сценария вместе с Тони Хайлзом и Кеном Хэммоном. Это первый полнометражный фильм Джексона, снятый независимо и с небольшим бюджетом. Джексон и его друзья берут на себя большинство ключевых ролей, как на экране, так и за его пределами. Сюжетная линия показывает, как инопланетяне вторгаются в вымышленную новозеландскую деревню Кайхоро, чтобы собирать людей для своей межгалактической франшизы быстрого питания, где они сталкиваются с военизированными формированиями из четырех человек. Фильм предоставил Джексону рычаги, необходимые для продвижения в киноиндустрии. 
В момент выхода «В плохом вкусе» он стал культовым фильмом, получивший в целом положительные отзывы.

## Сюжет
Служба расследований и защиты Астро (AIDS) посылает своих агентов Дерека, Фрэнка, Оззи и Барри расследовать исчезновение всего населения города Кайхоро. Они обнаруживают, что город наводнен космическими пришельцами-людоедами, замаскированными под людей в синих рубашках. Барри убивает одного из инопланетян и подвергается нападению других. После того, как Дерек уведомляет Фрэнка и Оззи, он начинает пытать Роберта, инопланетянина, которого они поймали ранее. Крик Роберта привлекает множество инопланетян в этом районе. Дерек убивает потенциальных спасателей, но на него нападает Роберт и он падает с выступа скалы, предположительно погибая.
Тем временем через Кайхоро проезжает сборщик пожертвований по имени Джайлс. На него нападает Роберт, но он уезжает на своей машине. Он останавливается у соседнего дома за помощью. Другой инопланетянин открывает дверь и захватывает Джайлза. Позже он просыпается в ванне с водой, наполненной овощами, и ему говорят, что его вот-вот приготовят и съедят. Дерек также просыпается и понимает, что приземлился в гнезде чайки. Он также обнаруживает, что его мозг вытекает из затылка, поэтому он запихивает его обратно. Он продолжает использовать шляпу, чтобы удержать его на месте. 
Той ночью Фрэнк, Оззи и Барри проникают в дом пришельцев и находят комнату, заполненную окровавленными картонными коробками. Они убивают ближайшего инопланетянина, и Фрэнк надевает его рубашку, чтобы проникнуть на встречу инопланетян. Он узнает, что жителей Кайхоро собрали для инопланетного фаст-фуда, а также слышит об их недавнем заложнике. Роберта рвет в миску, с помощью которой питаются инопланетяне, включая переодетого и испытывающего отвращение Фрэнка. Он убегает и рассказывает остальным о своем плане. Они крадутся, чтобы спасти Джайлза, пока инопланетяне спят.
На рассвете они пытаются уйти, но подвергаются нападению инопланетян, которое быстро перерастает в перестрелку. Появляется Дерек, и его шляпа слетает из-за последовавшей перестрелки, и он начинает терять большую часть своих мозгов, поэтому он использует свой пояс в качестве повязки на голову. Он хватает бензопилу из багажника своей машины и направляется к дому пришельцев. Когда мальчики уходят с Джайлзом, лидер пришельцев (лорд Крамб) и его последователи принимают свой истинный облик и следуют за ними. Оззи использует ракетную установку, чтобы взорвать машину Фрэнка, которая была захвачена инопланетянами.
Фрэнк и Оззи охотятся за лордом Крамбом и убивают по пути множество инопланетян. Тем временем Дерек убивает инопланетянина своей бензопилой и заменяет недостающие части своего мозга его мозгом. Инопланетянин готовится застрелить Фрэнка и Оззи, но Дерек обезглавливает его после того, как он прорывается сквозь стену позади него. Фрэнк и Оззи потрясены, увидев его живым.
После того, как они убегают из дома, лорд Крамб стреляет Оззи в ногу, а Фрэнк стреляет из ракетницы в лидера, но промахивается и почти попадает в Дерека, в конце концов убивая овцу на соседнем лугу. Лорд Крамб вырубает Дерека, и дом превращается в гигантский космический корабль, который уносится в космос с Дереком на борту.
На борту Дерек выглядывает в иллюминатор и видит, что покидает Землю. Затем Крамб убит Дереком, который устраивает на него засаду и разрубает инопланетянина своей бензопилой. Дерек объявляет в свой телефон: "Я иду за вами, ублюдки!" Затем он надевает шкуру инопланетного лидера и, маниакально смеясь, устремляется к чужой планете. На Земле остальная часть группы уезжает навстречу закату на машине Дерека.

## В ролях
- Терри Поттер — Оззи, третьеклассный пришелец
- Пит О’Херн — Барри, третьеклассный пришелец
- Крэйг Смит — Джайлс, третьеклассный пришелец
- Майк Минетт — Фрэнк, третьеклассный пришелец
- Питер Джексон — Дерек, Роберт

- Фильм снимался на студенческую стипендию в течение нескольких лет, бюджет всего фильма 3000 долларов, если не считать стоимости видеокамер и гонорары актёрам — друзьям режиссёра.